# Monchy-Lagache
Monchy-Lagache é uma comuna francesa na região administrativa de Altos da França, no departamento de Somme. Estende-se por uma área de 15,44 km². Em 2010 a comuna tinha 642 habitantes (densidade: 41,6 hab./km²).